# Fait accompli
Fait accompli (з фр. «доконаний факт», читається як фе-т-акомплі) — подія, що вже здійснилася і яку неможливо змінити. Поняття використовується до неприйнятних з міжнародно-правової точки зору дій, спрямованих на створення, в обхід міжнародно-правових норм, такої ситуації, при якій та або інша подія були б прийняті як доконаний факт без можливості повернення події в її початковий стан, тобто коли вже пройдена «точка неповернення».

## Використання терміна
Термін виник від французької фрази фр. mettre quelqu'un devant le fait accompli — «поставити когось перед доконаним фактом». У міжнародних відносинах найчастіше як fait accompli намагаються представити захоплення території однієї держави іншою, коли перша прирощує свою територію коштом другої за відсутності згоди останньої та решти світової спільноти. В результаті окупації держава, яка втратила території, не може надалі здійснювати ефективний контроль над окупованою територією. Така територія надалі заселяється населенням держави-окупанта, зводяться об'єкти інфраструктури тощо. Якщо територія контролюється окупантом протягом тривалого часу — встановлюється de facto його суверенітет над територією. При цьому юридичний суверенітет за такою державою не визнається, але в той самий час визнається, що такі зміни мають характер факту, з яким не можна не рахуватися, а отже такий доконаний факт береться до уваги при вибудовуванні між державами подальших політичних відносин. Також як fait accompli можуть сприйматись випадки явних порушень однією або декількома зі сторін міжнародних договорів, але через те, що інші сторони договору ніяк не можуть вплинути на порушника, такі обставини сторонами визнаються як доконаний факт.
Тактикою fait accompli в бізнесі також називають навмисні дії переговорника до початку переговорів, які мають на меті створення переваги, сприятливої переговорної позиції. Під час переговорів партнер ставиться перед доконаним фактом — отже fait accompli впливає на їх результат. Fait accompli strategy вважається недоброчесним прийомом, шахрайством.